# NGC 5425
NGC 5425 este o galaxie spirală situată în constelația Ursa Mare. A fost descoperită în 16 iunie 1884 de către Lewis A. Swift. Se află la o distanță de 32,06 de megaparseci de Pământ.